# Fútbol Club España de Barcelona
El Foot-Ball Club España fue un club de fútbol de la ciudad de Barcelona. Fue fundado en 1905, y disuelto en 1932. 
A lo largo de su historia adoptó otras denominaciones, como la de Gràcia Football Club en 1923 y Catalunya Football Club en 1931, tras su unión con el Club Esportiu Europa.

## Historia

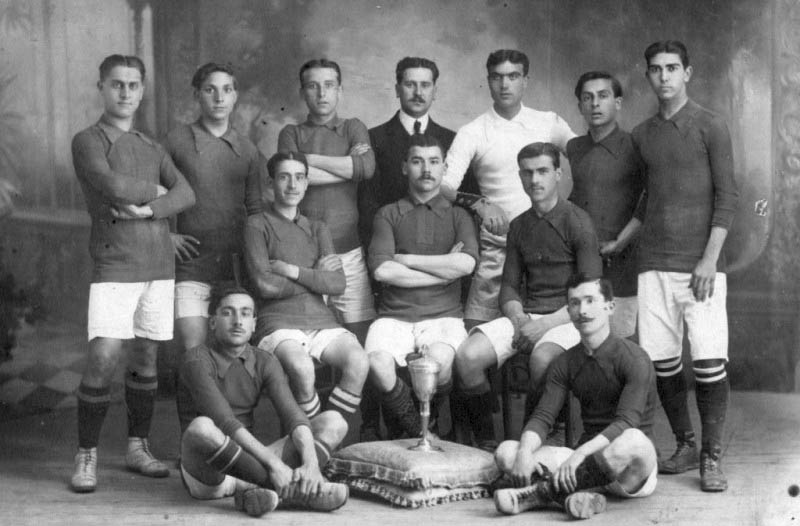
El F. C. España en 1913.

Fundado en septiembre de 1905 por José Graells, Leandro Roselló y Joaquín Just, tres estudiantes barceloneses, disputó su primer partido a comienzos de octubre frente al segundo equipo del Foot-Ball Club Barcelona, resultando vencedores por 3-2. A la victoria le siguieron otras muchas, motivo por el que decidieron afiliarse en 1906 a la Asociación de Clubes de Football de Barcelona —origen de la Federación Catalana de Fútbol—.
Su afiliación le sirvió para participar en la segunda categoría de la siguiente edición del Campeonato de Cataluña de fútbol, cuyo inicio 1907, concretamente el 20 de enero. Su primer enfrentamiento en competición oficial fue contra el segundo equipo del Foot-Ball Club X. El mismo se saldó con una victoria por 1-3.
El equipo mostró una gran superioridad y se consagró campeón anotando treinta y siete goles en nueve partidos, de los cuales ganó siete. Dicha actuación le valió el ascenso a primera categoría en la que finalizó tercero entre cinco contendientes.
Su rendimiento fue mejorando, y es así como se llegó a la etapa dorada de la sociedad durante la década de 1910. Durante la misma llegaron a ganar el campeonato regional tres veces y fueron subcampeones otras cuatro. Debido al que fue su segundo torneo, le vino su mayor éxito a nivel nacional en el año 1914. La que era su segunda participación en el Campeonato de España. Tras deshacerse de la Sociedad Gimnástica Española de Madrid en semifinales, sucumbió en la final por 2-1 frente al Athletic Club. Ese mismo año ganó la Copa de los Pirineos.
En 1923 el club cambió su nombre por Gràcia FC. En 1931 se fusionó con el CE Europa con el nombre de Catalunya FC, compitiendo como tal en la temporada 1931-32 en Segunda división, pero antes de acabar la temporada se disuelve, volviendo el CE Europa a jugar como tal.

## Palmarés

### Torneos internacionales
- Copa de los Pirineos (1): 1914

### Torneos nacionales
- Subcampeonato de la Copa del Rey (1): 1914

### Torneos regionales
- Campeonato de Cataluña (3): 1913, 1914 y 1917
- Campeonato de Cataluña de segunda categoría (2): 1907 y 1922.